# هیکی کوالاینن
هیکی کوالاینن (انگلیسی: Heikki Kovalainen؛ زاده ۱۹ اکتبر ۱۹۸۱) یک راننده فرمول یک اهل فنلاند است.